# Episiotomía
Se entiende por episiotomía (del griego ἐπίσιον "pubis" y τόμος "corte") la realización de una incisión quirúrgica en la zona del perineo femenino, que comprende piel, plano muscular y mucosa vaginal, cuya finalidad es la de ampliar el canal "blando" para abreviar el parto y apresurar la salida del feto. Se realiza con tijeras o bisturí y requiere sutura. La episiotomía como técnica preventiva para evitar desgarros está contraindicada por la Organización Mundial de la Salud. Las episiotomías no previenen desgarros en o a través del esfínter anal ni desgarros vaginales. De hecho, la evidencia sugiere que una política de episiotomía sólo en casos necesarios disminuye el riesgo para la mujer respecto a su uso indiscriminado, como sucede, por ejemplo, en España, que mantiene todavía unas tasas de este procedimiento relativamente altas.

## Clasificación
De acuerdo con la orientación de la sección o el corte, la episiotomía puede ser:
- Lateral
- Mediolateral u oblicua
- Media[4]

Se prefiere una incisión mediolateral en vez de una incisión en la línea media por poseer esta un mayor riesgo de daño al esfínter anal y el recto.

## Indicaciones
Según algunos autores la episiotomía está indicada en las condiciones siguientes:
- Para evitar desgarros vaginovulvoperineales[cita requerida] (actualmente en controversia):[6]
  - Por distocias de hombro.
  - Por estrechez o hipoplasia vulvovaginal.
  - Por escasa elasticidad vaginovulvoperineal.
  - Por exceso de volumen fetal.
  - Por afecciones locales predisponentes (edema, condilomas o cicatrices).
  - En primíparas.
  - En perineo alto y excesivamente musculoso.

- Para evitar trauma obstétrico y acelerar el período expulsivo:[cita requerida]
  - En el parto pretérmino.
  - En la presentación pelviana.
  - En el parto gemelar.
  - En el sufrimiento fetal.
  - En el período expulsivo demorado.

- Para aplicaciones instrumentales sobre el polo cefálico.
- Para evitar el prolapso genital (actualmente en controversia).[4]

## Complicaciones
La práctica de la episiotomía puede derivar en diversas complicaciones:
- Infección.
- Separación de la episiotomía.
- Edemas, hematomas.
- Dispareunia (dolor durante las relaciones sexuales) transitoria o permanente.
- Cicatrización dolorosa y molesta.
- Reacción alérgica al hilo empleado para la sutura.
- Abscesos subyacentes.
- Inflamación de las glándulas de Bartolino.
- Retractación muscular o nerviosa.
- Incontinencia urinaria parcial o total.
- Incontinencia fecal parcial o total, transitoria o permanente.
- Nódulos, granulomas inflamatorios, fístulas ano-vaginales, agravación de hemorroides.
- Trombos perineo-vulvares, neurinomas.
- Endometriosis de la cicatriz.
- Pérdida de sangre, anemia.
- Trauma psicológico.

## Controversias sobre su uso
La OMS rechaza la episiotomía rutinaria y sólo la aconseja en caso de partos que presenten dificultades (con fórceps, de nalgas, etc.), sufrimiento fetal, y desgarros de tercer y cuarto grado mal curados.

Según la OMS (1996), el uso indiscriminado de episiotomías tiene efectos perjudiciales y, por tanto, se aconseja su uso restringido en el parto normal. Un porcentaje del 10 % de episiotomías sin que se produzcan lesiones en la madre o el bebé sería un buen objetivo a alcanzar. Entre los beneficios de esta práctica se encuentra el hecho de que previene el traumatismo perineal de la zona anterior, y entre sus inconvenientes:

- Mayor lesión perineal y sus secuelas.
- No previene la debilidad de la musculatura del suelo pélvico y sus secuelas.
- No protege al feto de la asfixia intraparto.
- Aumenta la pérdida sanguínea de la mujer.
- Incrementa la profundidad media de los desgarros perineales posteriores.
- Aumenta el riesgo de lesión al esfínter anal.
- Incrementa los problemas de cicatrización y el dolor en los primeros días posparto.

En función de los datos anteriores, se recomienda el uso restrictivo de la episiotomía únicamente en las indicaciones maternas o fetales siguientes:
- Riesgo de pérdida del bienestar fetal.
- Parto vaginal complicado.
- Cicatrices de mutilación de los genitales femeninos o de desgarros de tercer o cuarto grado anteriores mal curados.

Desde los años 60 las episiotomías han perdido popularidad entre obstetras y parteras en Europa y el resto del mundo. Un estudio nacional en EE. UU. por Weber y Meyn (2002) sugiere que el 31 % de mujeres que tienen bebés en hospitales recibieron episiotomías en 1997, comparado con 56 % en 1979.
Sin embargo, en varios países, especialmente en América Latina y España, la episiotomía de rutina es todavía una práctica médica habitual. En algunos países, con la episiotomía se pasa de un parto normal a una cirugía, que impone costos superiores y mayor ganancia.  Circulan leyendas urbanas sobre que obstetras jóvenes después de partos muy rápidos harían episiotomías para no disgustar a sus profesores.[cita requerida] Actualmente existe la tendencia entre los especialistas de recomendar una serie de ejercicios y masajes concretos que pueden evitar la episiotomía; se realizan durante el embarazo y su objetivo es dar elasticidad al periné.
En América Latina la episiotomía se practicaba hasta en un 90 % de los nacimientos hospitalarios, en la mayoría de los casos sin el consentimiento de la madre. Era una de las razones de infecciones y mortalidad materna después del alumbramiento. En la actualidad en América Latina se reconocen más los procedimientos por cesárea, que pueden ser escogidas libremente por la madre en clínicas privadas.
En Ecuador, datos del período 2009-2022 muestran una proporción del 36,69 % en partos vaginales, con una tendencia decreciente del 42 % en 2018 al 28 % en 2021. El estudio reveló que factores como cesárea previa incrementan 3,8 veces el riesgo de episiotomía, mientras que partos vaginales previos lo reducen en 93 %.
Estudios recientes indican que las episiotomías de rutina deberían reducirse drásticamente, porque incrementan la mortalidad. Hartmann et al (2005), revisando literatura, indican que este procedimiento no ayuda a pacientes rutinarios, salvo en ciertos casos, como el de un canal de parto estrecho y otros problemas. El tener una episiotomía aumenta el riesgo de dolor del perineo durante el puerperio, resultando en dificultad para la defecación y otros trastornos.

### Variación regional actual
Estudios recientes muestran variaciones significativas en las tasas de episiotomía: Francia 19,9 % (2016), Ecuador 36,7 % (2009-2022), Brasil 51,3 %, México 59 %, Uganda 73 %, contrastando con la recomendación de la OMS de menos del 10 %.